# 平塚川添遺跡

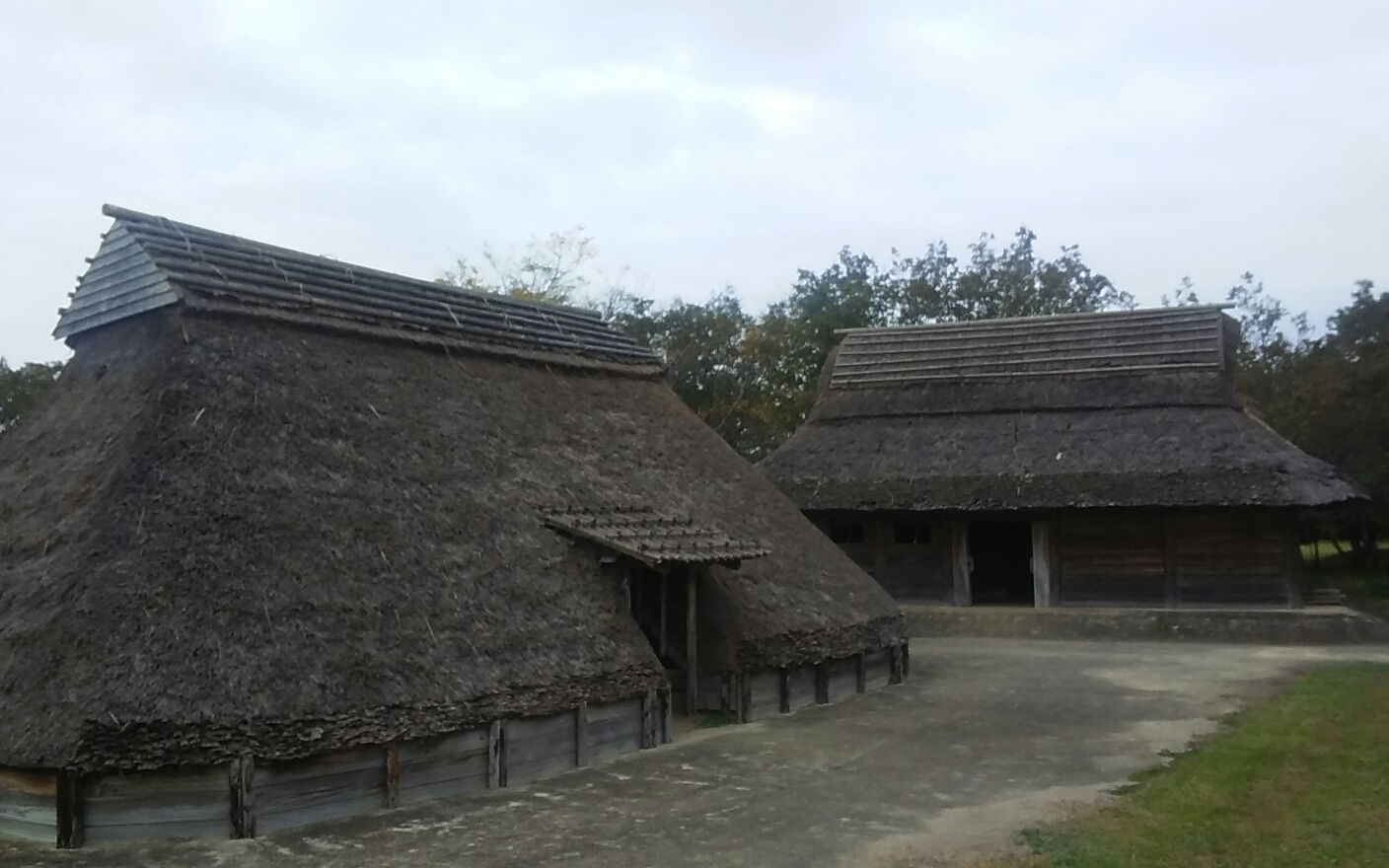
復元された首長館と竪穴建物

平塚川添遺跡（ひらつかかわぞえいせき）は、福岡県朝倉市平塚にある弥生時代中期から古墳時代初頭（紀元前1世紀から西暦4世紀ごろ）にかけての複合遺跡である。国の史跡に指定されている（1994年（平成6年）5月19日指定）。

## 地理
筑紫平野の東端近く、現在の朝倉市域西部の沖積平野に位置している。遺跡の西側には筑後川支流の小石原川が流れ、遺跡は小石原川流域に含まれる標高20メートル程度の微高地で、福田台地の西端部にある。遺跡の東側には同じく筑後川支流の佐田川が流れる。当遺跡の周辺は筑後川とその支流の小石原川・佐田川・荷原川（いないばるがわ）により形成された平野であり、北東にある平塚山の上遺跡をはじめとして、同時代の遺跡がいくつか存在する。

## 発掘調査
1990年（平成2年）に平塚工業団地の造成中に発見され、当時の甘木市教育委員会と福岡県教育委員会により翌1991年（平成3年）8月から1993年（平成5年）5月まで発掘調査が進められた。
遺構としては約17ヘクタールの範囲に多重の環濠、竪穴建物跡約300棟、掘立柱建物跡約100棟が確認されている。中央部に内濠に囲まれた約2ヘクタールの楕円形の「中央集落」と称する集落があり、住居とみられる竪穴建物のほか、中央部と北東隅に大型の掘立柱建物跡が検出されている。中央集落の外側には複雑な環濠に囲まれた「別区小集落」と称する複数の小集落の跡が検出されている。別区小集落には木器や玉などの遺物が集中する場所があり、住居とは別の区域に工房が存在したと推定されている。遺物は生活土器のほかに銅矛・銅鏃・鏡片・貨泉などの青銅製品や、農具・建築部材・漁具などの木製品が出土しているが、鉄製品は出土していない。植物はアシ・ブドウ・ハンノキ・イチイガシ・ツブラジイ・コナラ・ヤマモモなどが出土している。
時代としては中国の歴史書に記されている倭国大乱から邪馬台国の時代にあたり、このような集落構造が当時の「クニ」の実態を理解する上で極めて重要であるとして、1994年（平成6年）に遺跡部の112,073.88平方メートル（約11ヘクタール）の区域が史跡に指定された。

## 平塚川添遺跡公園
発掘調査終了後、甘木市では1996年（平成8年）から文化庁・福岡県の補助を受け遺跡を整備し、2001年（平成13年）に平塚川添遺跡公園として開園した。環濠・竪穴建物・高床倉庫などの当時の建物、古代植生などが復元設置されている。

## ギャラリー

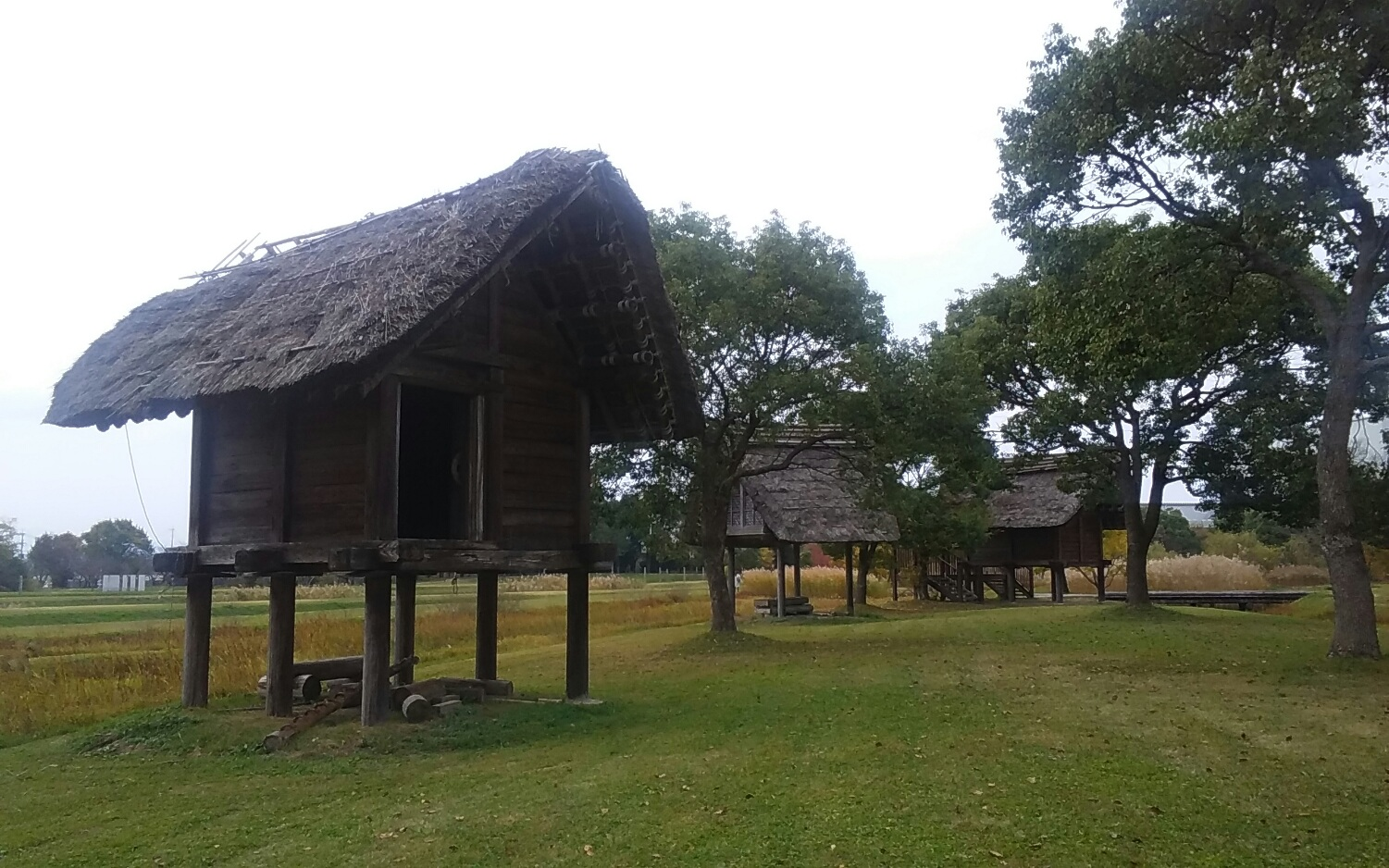
高床倉庫
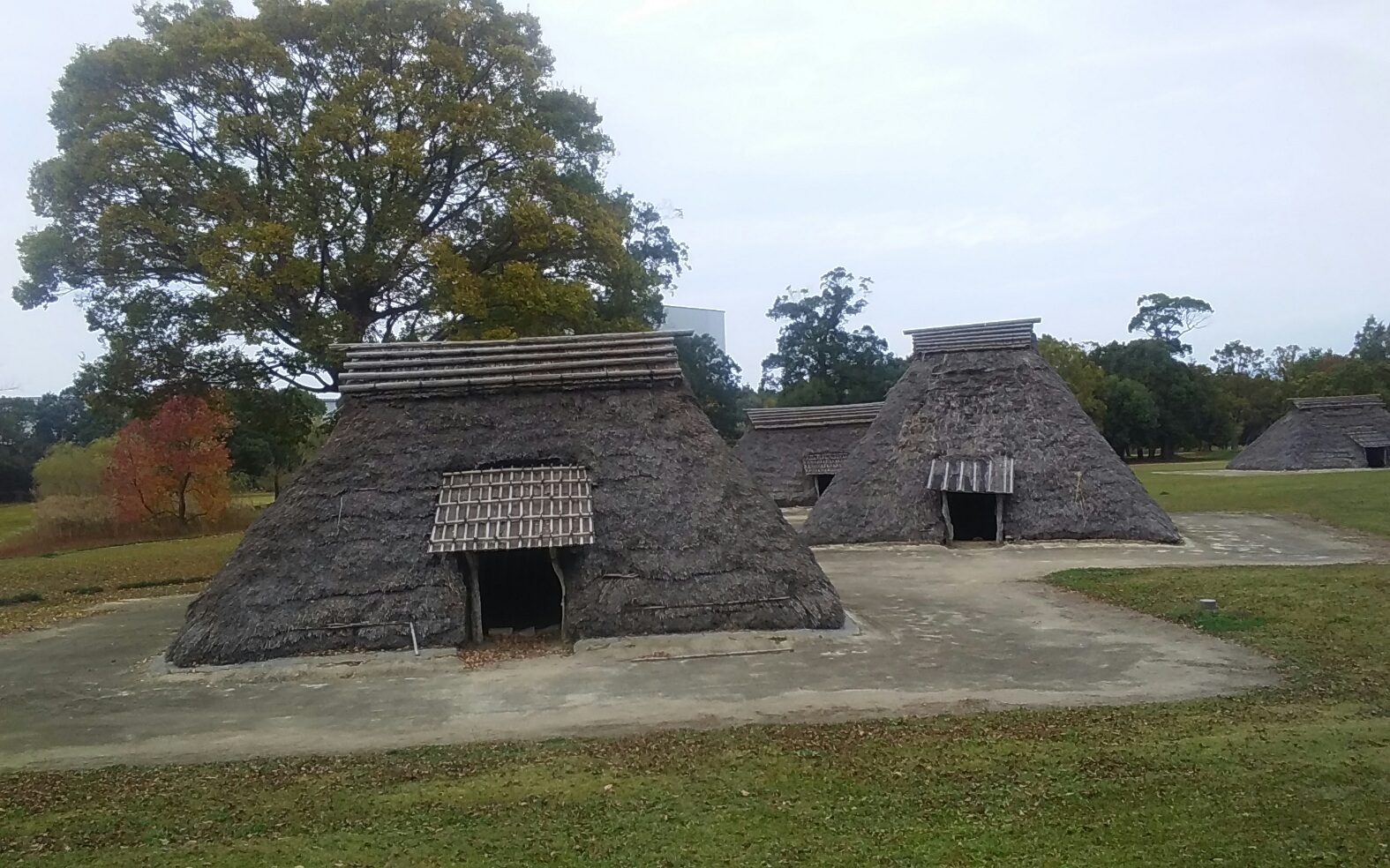
竪穴建物
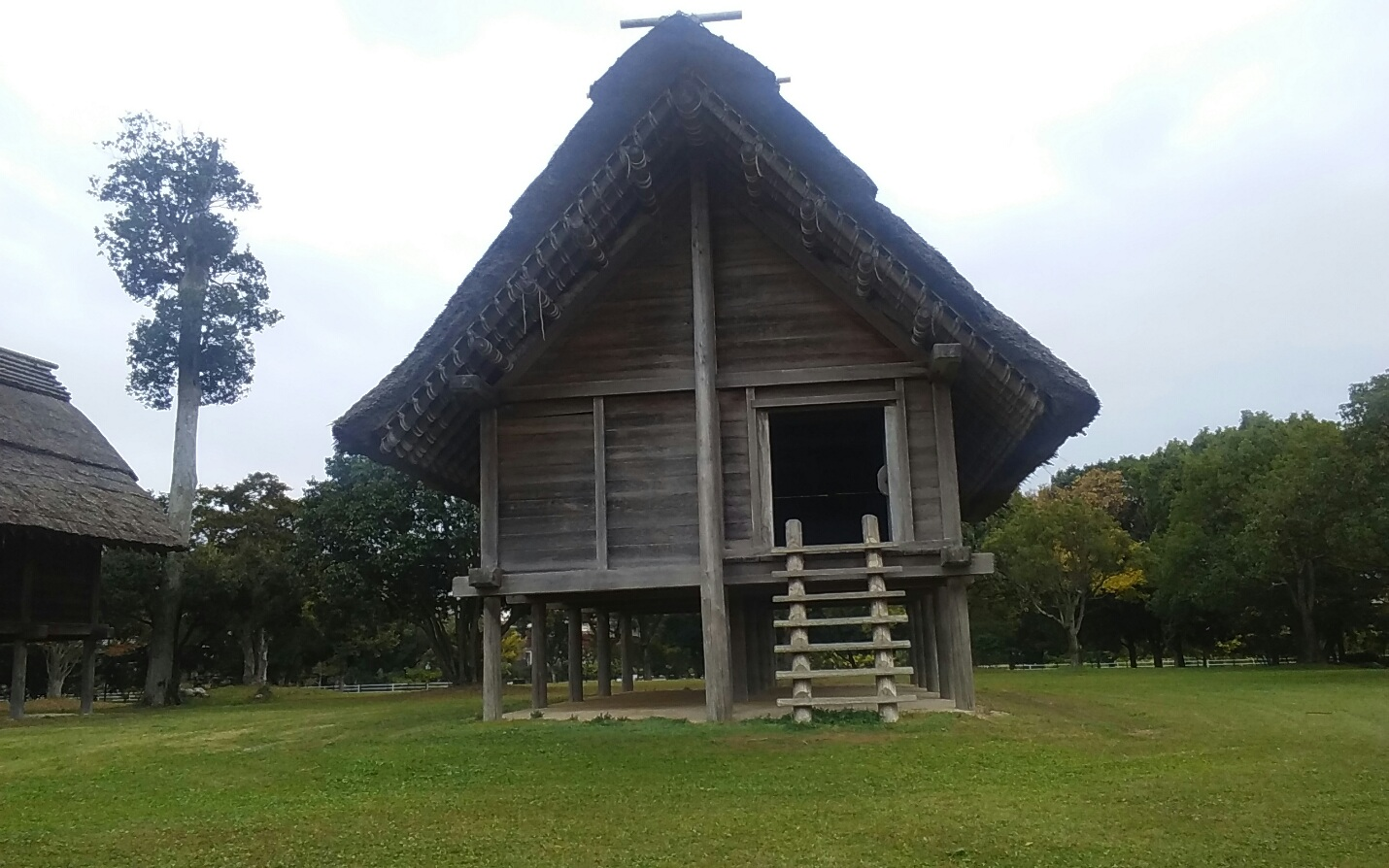
祭殿
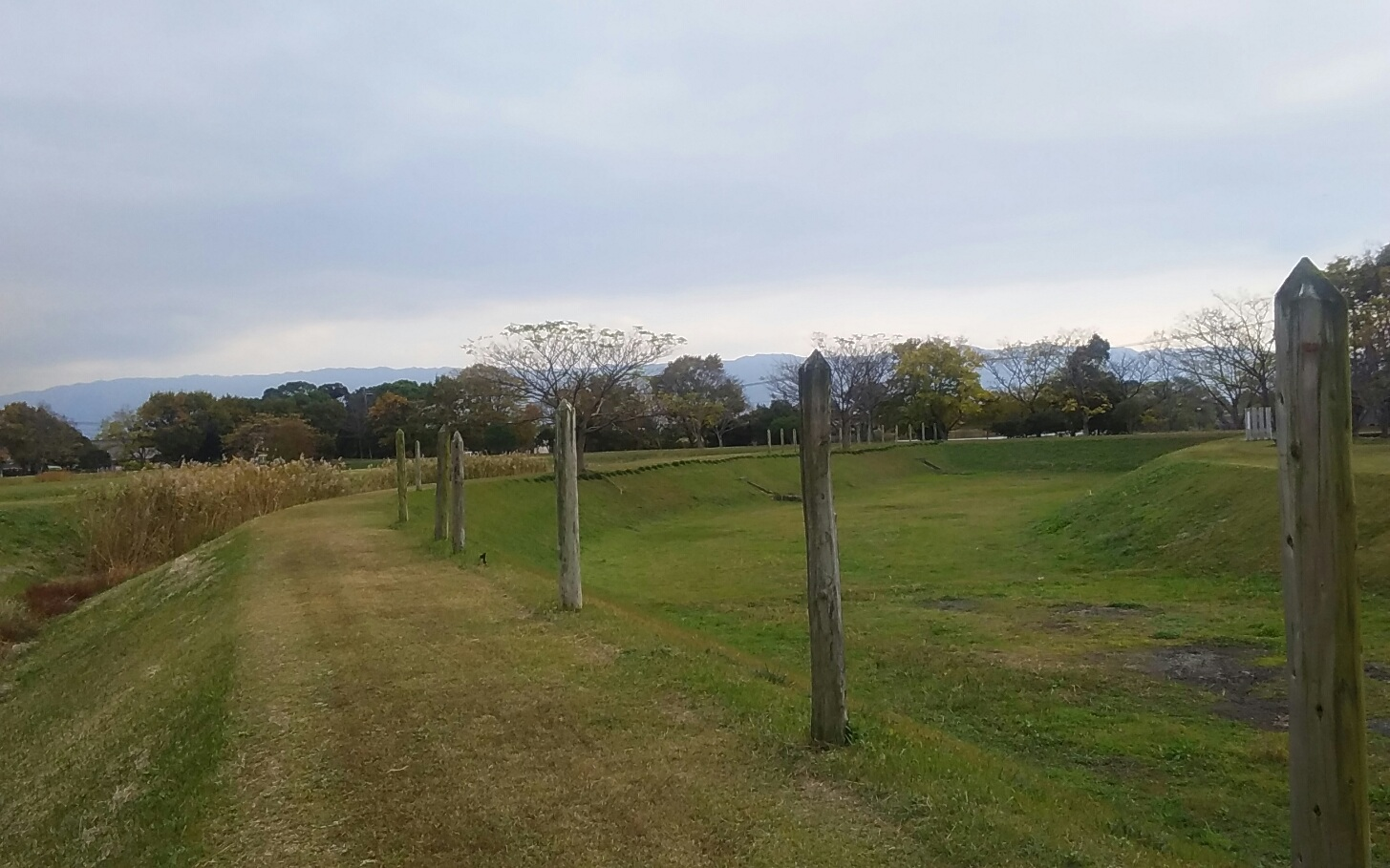
柵列
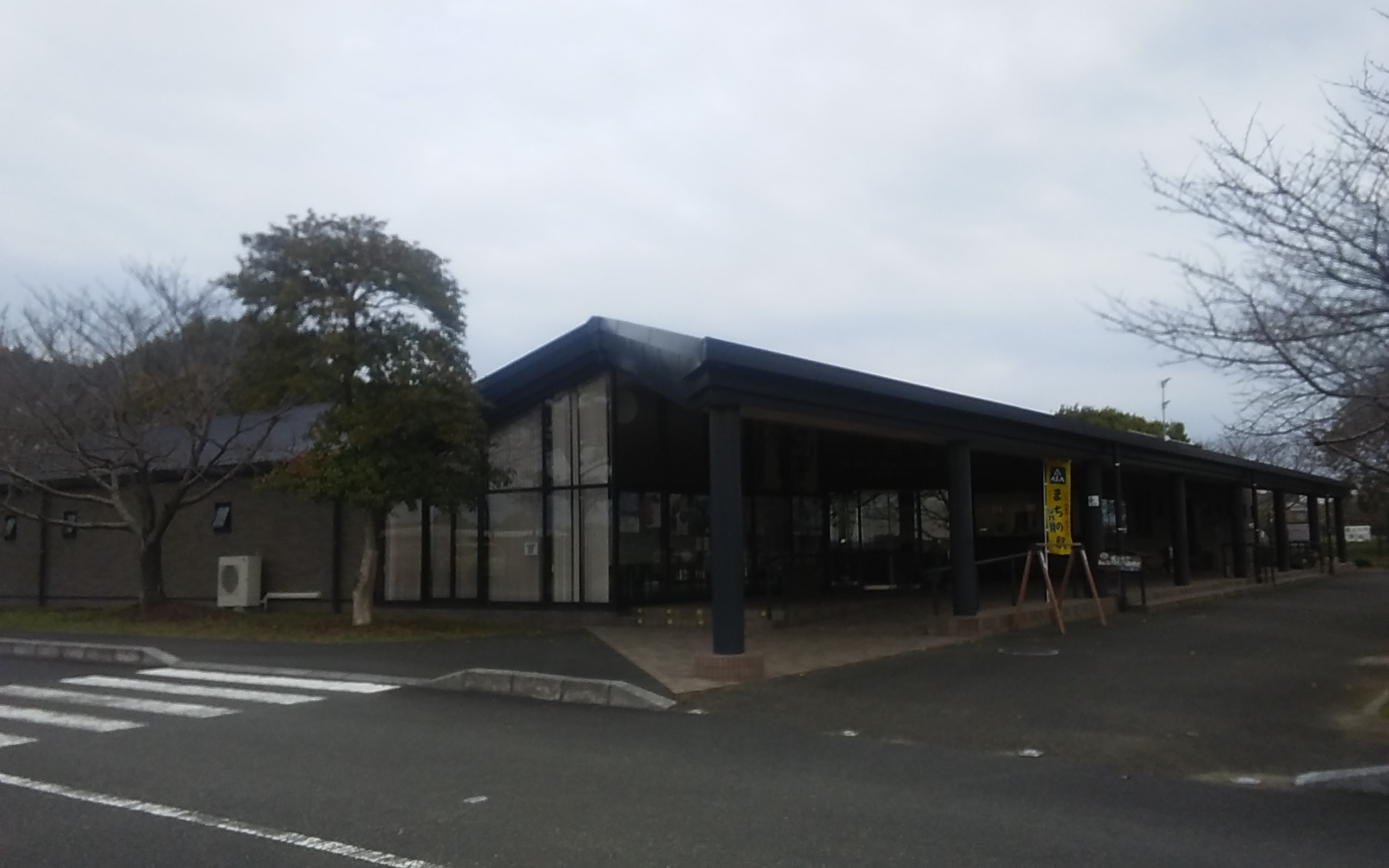
体験学習館

## 交通アクセス
- 西鉄甘木線上浦駅より徒歩22分（1.8キロメートル）。
- 甘木鉄道甘木線甘木駅より甘木観光バス甘木市街地循環線に乗車し、「イオン甘木店」下車徒歩21分（1.7キロメートル）。
- マイカーの場合、大分自動車道甘木インターチェンジから約2キロメートル。
- 駐車場あり